# District de Kuiwen
Le district de Kuiwen (奎文区 ; pinyin : Kuíwén Qū) est une subdivision administrative de la province du Shandong en Chine. Il est placé sous la juridiction de la ville-préfecture de Weifang.